# Beta Coronae Austrinidy
beta Coronae Austrinidy (CAU) – coroczny rój meteorów aktywny od 23 kwietnia do 30 maja. Jego radiant znajduje się w gwiazdozbiorze Korony Południowej. Maksimum roju przypada na 18 maja, jego aktywność jest określana jako niska, a obfitość roju wynosi 3 meteory/h. Prędkość w atmosferze meteorów tego roju jest średnia (45 km/s).